# Nemesdedina
Nemesdedina (szlovákul Zemianska Dedina) település Szlovákiában, a Zsolnai kerületben, a Turdossini járásban, 1985. január 1. óta közigazgatásilag Nizsna községhez tartozik. A trianoni békeszerződés előtt Árva vármegye Vári járásához tartozott.

## Fekvése
Az Árvai-hegységben, Nizsna község központjától 3 km-re (légvonalban 1,5 km-re), az Ostrazica hegy (767,8 m) lábánál, Turdossintól 4 km-re nyugat-délnyugatra fekszik. Az 59-es főútról a Nizsna és Turdossin közötti leágazásnál letérve közelíthető meg. Elhelyezkedése: északi szélesség 49.3221, keleti hosszúság 19.5159.

## Története
Hotimér unokái Péter és Bálint 1355-ben I. (Nagy) Lajos magyar királytól nyertek vitézségük elismeréseként 12 ekényi területet a Hodochin patak mellett. Ezen a területen építették fel a Dedina nevű települést, melynek nevét fel is vették, és ettől az időtől kezdve nevezik az alapító családot Dedinszkynek. A Dedinszky család még az 1773–1808 között időszakban is a település legnagyobb birtokosának számított.
A település címerében látható két ház az alapító két testvérre utal. A korona és a rajta könyöklő, kardot tartó kar azt szimbolizálja, hogy a birtokot a király érdekében tett katonai érdemekért kapták.
A település határait hivatalosan 1612-ben határozták meg, ebből az időszakból ered a környék földrajzi elnevezéseinek többsége. A határleírásban említett nevezetesebb helymegjelölések, melyek többsége ma is ugyanaz: Hodocsin patak, Uplzen nevű írtásföld, Klinik patak, Javarovy csermely, Javorov árok, Javorník völgy, Javorovce kaszáló. A község határa a Hodocsin-patak völgyében fekszik, ezt 1805-ben Dedinszky-patak néven említik, mely a Magura déli lejtőjéről folyik le, Krásna Hôrka és Nizsna között egyesül az Árva (Orava) folyóval.
1683-ban a török ellen Bécs felé felvonuló Sobieski János lengyel király seregei nagy károkat okoztak.
Vályi András szerint "DEDINA. Zemánszka. Tót falu Árva vármegyében, birtokosai Dedinszky Urak, és más Nemes Urak, lakosai katolikusok, fekszik Nizsnának szomszédságában, határja soványos, réttyei jók, fája elég, de más fogyatkozásaira nézve, harmadik Osztálybéli."
Fényes Elek szerint "Dedina nobilium, tót falu, 222 katholikus, 14 evangélikus, 18 ’sidó lakos. Több urasági lakházak. Vizimalom F. Urak: Dedinszky, Kangyerka, Zsuffa, Burián, ’s. a’. t. " 
Árva megye helytörténeti leírásában Andrej Kavuljak az alábbiakat írja: "Zemianska Dedina (Nemes-Dedina). Szlovák község Turdossin járásban. Tenger színe felett 617 méter. Szántó 250,0100 ha, kaszáló 146,3866 ha, kert 4,7325 ha, legelő 9,9836 ha, erdő 165,7984 ha, terméketlen föld 13,8327 ha. Együtt 591,6448 ha. Népe a középszlovákiai nyelvjárást beszéli. Nemesi településként alapítva a XIV. században..."
Majd később ...1598-ban Dedina a Dedinszky család birtoka, 1604-ben egy alkalomból kifolyólag Dedinát nemesi településnek nevezik, 1608-ban Dedinán két nemesi kúria található. 1778-ban Nemes-Dedinán 28 nemesi és 4 szabados család élt 152 lélekkel, 1828-ban Dedina kuriális településen 41 ház volt 254 lélekkel, 1930-ban volt 35 háza, 142 lakossal, 1940-ben 39 ház 139 lélekkel. A főleg faházakból álló település az évszázadok folyamán többször leégett."
Az 1784–1787 között lezajlott első magyarországi népszámlálás adatai szerint Nemesdedina község a Dedinszky család kizárólagos birtokában volt. A községben 37 házban 41 család élt 211 fővel.
Az 1900. évi népszámlálás adatai szerint területe 1028 kataszteri hold, megszámlált lakosainak száma 190 (102 férfi és 88 nő), és 24 főt jelentettek külföldön tartózkodónak. 6 évnél fiatalabb 38, 6–11 éves 24, 12–14 éves 16, 15–19 éves 17, 20–39 éves 35, 40–59 éves 44, 60 évnél idősebb 16 fő. Nőtlen vagy hajadon 102, házas 83, özvegy 5 fő. A település lakosai szinte kizárólag a mezőgazdaságból éltek, 119 keresőre 70 eltartott jutott, és mindössze 1 fő foglalkozott iparral.
Az 1910. évi népszámlálás adatai szerint a lakosság száma 182 főre csökkent, de már 29 főt jelentettek külföldön tartózkodónak. Ekkor 90 férfire 92 nő jutott. 6 évnél fiatalabb 33, 6–11 éves 27, 12–14 éves 17, 15–19 éves 11, 20–39 éves 30, 40–59 éves 38, 60 évnél idősebb 20 fő. Nőtlen vagy hajadon 92, házas 79, özvegy 11 fő. Továbbra is a mezőgazdaság volt a fő megélhetési forrás, a 10 évvel korábbihoz képest azonban jelentősen változtak az arányok: 60 keresőre 120 eltartott jutott. Az iparral 2 fő foglalkozott.
1901–1905 között Podbjel körjegyzőséghez, 1906-tól Nizsna körjegyzőséghez tartozott. 1914-ben az országgyűlési választókerületekről szóló belügyminiszteri rendelet szerint az Árva vármegyei Alsókubini választókerület 33. választókörzete volt.
A Révai nagy lexikona 1916-ban megjelent 14. kötetében 1910-es adatok szerint „Nemesdedina (azelőtt Dedina) kisközség Árva vármegye vári járásban 182 tót lakossal, utolsó posta Nizsna, utolsó távírda Turdossin”. (Az utolsó posta és az utolsó távírda helyét 1905-ben határozta meg rendeleti úton a kereskedelemügyi magyar királyi miniszter.) A Révai nagy lexikona 1927-ben kiadott pótkötetében már jelezve van, hogy a Trianoni békeszerződés következtében Csehszlovákiához került, és neve Zemianska Dedina. Bél Mátyás Notitia hungáriae novae historico geographica című, 2011-ben kritikai kiadásban kiadott művében Szlovákia községeként szerepel Dedina néven, mint Nizsna közigazgatási egysége.
Dedinszky Gyula helyszíni beszámolója szerint "1972-ben 50 lakóháza és 170 lakosa volt. A község népességét ma is tulajdonképpen két nemzetség alkotja, éspedig 7 Dedinszky és 22 Zsuffa család, a többiek bevándoroltak... A vidék erdős, amelyen a burgonyán kívül mégis megterem a kenyérgabona is. A községnek autóbusz-összeköttetése van Nizsnával és Turdossinnal. A krásna-hôrkai vasútállomás 3 km. A község a 2. világháborúban nem pusztult el, nem is esett el lakosai közül senki."
A település neve 1786-ig Dedina, majd Nemes-Dedina, Dedina Dominorum, Zemánszka, Zemanska Dedina, 1863–1913 között Nemesdedina, 1920-ban Zemanska Dedina, 1927–1984 között mint önálló település Zemianska Dedina.

## Népessége
- 1778-ban 32 család 152 lakos
- 1828-ban 41 házban 254 lakos
- 1869-ben 221 lakos[23]
- 1880-ban 217 lakos[23]
- 1890-ben 240 lakos[23]
- 1900-ban 190 lakos[23]
- 1910-ben 182 tót lakos[24]
- 1921-ben 144 lakos[25]
- 1930-ban 35 házban 142 lakos
- 1940-ben 39 házban 139 lakos
- 1972-ben 50 lakóházban 170 lakosa volt.

## Nevezetességei
- 2003. november 22-én adták át Zemianska Dedina modern templomát, amelynek alapkövét II. János Pál pápa helyezte el 1995. júniusi szlovákiai látogatásakor.[26]

## Külső hivatkozások
- Hivatalos oldal
- Nemesdedina a Google-térképen